# Vaux (Poitou-Charentes)
Vaux è un comune francese di 741 abitanti situato nel dipartimento della Vienne nella regione della Nuova Aquitania.

## Società

### Evoluzione demografica
Abitanti censiti